# Meineed
Meineed wordt gepleegd wanneer een getuige opzettelijk niet de waarheid spreekt, nadat de eed of de belofte is afgelegd.
Dat kan zowel in een strafzaak als in een civielrechtelijk proces voorkomen en ook als getuigen een verklaring onder ede voor een bijzondere onderzoekscommissie moeten afleggen, zoals in Nederland bijvoorbeeld bij een parlementaire enquête. 
Voorbeelden van meineed zijn: 
- Een getuige beweert dat hij de verdachte ten tijde van het misdrijf ergens anders heeft gezien, terwijl hij dat liegt om de verdachte te helpen.
- Een getuige beweert dat een verkeerslicht op rood stond, terwijl hij heeft gezien dat dat in werkelijkheid op oranje stond.
- Een rechercheur verklaart in een op ambtseed opgemaakt proces-verbaal dat een bewijsstuk tijdens een bepaalde periode in een verzegelde doos in zijn kast lag, terwijl het bewijsstuk in werkelijkheid enige jaren zoek was.
- Een politieagent laat in een proces-verbaal opzettelijk het gebruik van het dienstwapen weg.[1]
- Schriftelijk kan men ook meineed plegen, door bijvoorbeeld onder ede een onjuiste verklaring op te stellen en te tekenen. In de Verenigde Staten wordt het onjuist invullen van belastingformulieren beschouwd als meineed waarvoor men vervolgd kan worden, naast de eventuele fiscale sancties.

## Strafmaat
In de meeste landen kan meineed bestraft worden, vaak met een relatief hoge straf.

### België
In België wordt meineed strafbaar gesteld in artikel 215-226 van het Strafwetboek. 
De strafmaat is mede afhankelijk van het soort zaak (strafrechtelijke zaak of burgerlijke zaak), en van de straf die de beschuldigde heeft gekregen ten gevolge van de valse getuigenis. Normaal is de straf op meineed in criminele zaken vijf tot tien jaar opsluiting. Dit kan oplopen tot twintig of dertig jaar als degene die veroordeeld is op basis van het valse getuigenis levenslang had gekregen.

### Nederland
Titel IX. Meineed  van het Wetboek van Strafrecht definieert een maximum van negen jaar gevangenisstraf of een geldboete van de vijfde categorie indien de valse verklaring is afgelegd in een strafzaak ten nadele van de verdachte. Voor andere vormen van meineed is het maximum zes jaar gevangenisstraf of een boete van de vierde categorie.
| Wet(boek)    | Strafrecht |
| Artikel      | 207 |
| Omschrijving | 1. Hij die in de gevallen waarin een wettelijk voorschrift een verklaring onder ede vordert of daaraan rechtsgevolgen verbindt, mondeling of schriftelijk, persoonlijk of door een bijzonder daartoe gemachtigde, opzettelijk een valse verklaring onder ede aflegt, wordt gestraft met gevangenisstraf van ten hoogste zes jaren of geldboete van de vierde categorie. 2. Indien de valse verklaring is afgelegd in een strafzaak ten nadele van de beklaagde of verdachte, wordt de schuldige gestraft met gevangenisstraf van ten hoogste negen jaren of geldboete van de vijfde categorie. 3. Met de eed staat gelijk de belofte of bevestiging die krachtens de wet voor de eed in de plaats treedt. 4. Ontzetting van de in artikel 28, eerste lid, onder 1°, 2° en 4°, vermelde rechten kan worden uitgesproken. |

| Wet(boek)    | Strafrecht |
| Artikel      | 207a |
| Omschrijving | 1. Hij die in de gevallen waarin door of krachtens een verdrag waarbij het Koninkrijk partij is, een verklaring onder ede of onder een daarvoor in de plaats tredende bevestiging of belofte wordt gevorderd, voor een internationaal gerecht mondeling of schriftelijk, persoonlijk of door een bijzonder daartoe gemachtigde, opzettelijk een valse verklaring in die vorm aflegt, wordt gestraft met gevangenisstraf van ten hoogste zes jaren of geldboete van de vierde categorie. 2. De leden 2 en 4 van artikel 207 zijn van toepassing. |

| Wet(boek)    | Strafrecht |
| Artikel      | 207b |
| Omschrijving | 1. Hij die in de gevallen waarin door of krachtens een verdrag een verklaring onder ede of onder een daarvoor in de plaats tredende bevestiging of belofte wordt gevorderd, in Nederland, per videoconferentie, voor een rechterlijke autoriteit van een andere staat mondeling, persoonlijk, opzettelijk een valse verklaring aflegt, wordt gestraft met gevangenisstraf van ten hoogste zes jaren of geldboete van de vierde categorie. 2. Artikel 207, tweede en vierde lid, is van toepassing. 3. Geen vervolging vindt plaats dan op klacht van de rechterlijke autoriteit voor wie de valse verklaring werd afgelegd. Artikel 66 blijft met betrekking tot de in dit lid bedoelde klacht buiten toepassing. |

| Wet(boek)    | Strafrecht BES |
| Artikel      | 213 |
| Omschrijving | Hij die in de gevallen waarin een wettelijk voorschrift eene verklaring onder eede vordert of daaraan rechtsgevolgen verbindt, mondeling of schriftelijk, persoonlijk of door een bijzonder daartoe gemachtigde, opzettelijk eene valsche verklaring onder eede aflegt, wordt gestraft met gevangenisstraf van ten hoogste zes jaren. Indien de valsche verklaring onder eede is afgelegd in eene strafzaak ten nadeele van den beklaagde of verdachte, wordt de schuldige gestraft met gevangenisstraf van ten hoogste negen jaren. Met den eed staat gelijk de belofte of bevestiging, die krachtens de wet voor den eed in de plaats treedt. Ontzetting van de in artikel 32, N°. 1–4, vermelde rechten kan worden uitgesproken. |

Uitlokken van meineed is een vorm van deelneming eraan, en daarom ook strafbaar. Er is ook nog het aparte artikel 285a Sr. over beïnvloeding van een getuige.